# Hertug Frederik af Normandi
Hertug Frederik af Normandi er en folkebog fra middelalderen.